# Marc-Vivien Foé
 Der er for få eller ingen kildehenvisninger i denne artikel, hvilket er et problem. Du kan hjælpe ved at angive troværdige kilder til de påstande, som fremføres i artiklen.

Marc-Vivien Foé (1. maj 1975 – 26. juni 2003) var en camerounsk fodboldspiller, der spillede i fransk og engelsk fodbold som defensiv midtbanespiller. Som landsholdsspiller repræsenterede han Cameroun med 64 A-landskampe (8 mål), og deltog i to VM-slutspil. Han var også med til at vinde African Nations Cup to gange.
Foé debuterede på det camerounske landshold allerede som 17-årig. Efter VM i USA 1994 blev han købt af den franske Ligue 1-klub RC Lens, hvor han spillede i fire sæsoner og skabte sig et navn i europæisk fodbold. I 1998 var han nær en overgang til den engelske storklub Manchester United, men denne overgang blev annulleret da Foé pådrog sig en korsbåndskade. Denne skade førte også til at Foé gik glip af VM i Frankrig 1998.
Sent på efteråret 1998 var Foé tilbage på fodboldbanen, og fik kontrakt med West Ham. Her spillede han i to sæsoner, før han vendte tilbage fransk fodbold og Lyon. Han var to sæsoner i Lyon, hvor han blev fransk mester i 2002. Samme år spillede han i sin anden VM-slutrunde, og blev efteråret 2002 udlejet til engelske klub Manchester City, hvor han blev en tilskuerfavorit.
Foé døde på sin gamle hjemmebane i Lyon under semifinalekampen mellem Cameroun og Colombia i Confederations Cup 26. juni 2003. Foé faldt om på banen i det 71. minut uden at nogle andre spillere havde været nær ham. Han døde på sygehuset af noget hjerterelateret da han ankom. For at hædre hans minde havde alle de camerounske spillere Foés trøjenummer 17 på sig da de modtog sølvmedaljerne i turneringen efter finaletabet mod Frankrig tre dage senere. Også Manchester City hædrede Foé ved at "pensionere" hans trøjenummer 23.